# 第一屆國民大會福建省代表
第一屆國民大會代表，於1947年11月21日至11月23日，全國同時舉行第一屆國民大會代表選舉。應選3045席實選2961席，隨中華民國政府遷台者一直沒有進行改選，許多代表一直當到過世，未過世者則一直擔任至1991年底方才全面退休。

## 福建省
福建省2市67縣，應選國大代表69名。國民黨籍59人，青年黨籍5人，民社黨籍4人，無黨籍1人

### 省政府直轄（2市8縣）
| 選區   | 名額 | 當選名單 | 候補名單 | 遞補人及遞補時間         | 備註           |
| ------ | ---- | -------- | -------- | ------------------------ | -------------- |
| 福州市 | 1    | 江秀清   |          |                          |                |
| 廈門市 | 1    | 黄謙若   |          |                          | 有書誤作黄謙吾 |
| 林森縣 | 1    | 曹挺光   |          |                          |                |
| 閩清縣 | 1    | 吳其玉   |          |                          |                |
| 永泰縣 | 1    | 林棟     |          |                          |                |
| 長樂縣 | 1    | 林慶壘   |          |                          |                |
| 福清縣 | 1    | 林紫貴   | 余乃崐   | 余乃崐(民國59年10月15日) |                |
| 連江縣 | 1    | 嚴靈峰   |          |                          |                |
| 平潭縣 | 1    | 林蔭     | 林祖培   | 林祖培(民國68年10月19日) |                |
| 羅源縣 | 1    | 游德京   |          |                          |                |

### 第一行政督察區（7縣）
| 選區   | 名額 | 當選名單 | 候補名單 | 遞補人及遞補時間 | 備註 |
| ------ | ---- | -------- | -------- | ---------------- | ---- |
| 福安縣 | 1    | 林卓午   | 劉昌星   | 劉昌星           |      |
| 霞浦縣 | 1    | 邱峻     |          |                  |      |
| 福鼎縣 | 1    | 陳海亮   |          |                  |      |
| 寧德縣 | 1    | 阮元皋   |          |                  |      |
| 壽寧縣 | 1    | 何宜武   |          |                  |      |
| 周寧縣 | 1    | 魏兆基   |          |                  |      |
| 柘榮縣 | 1    | 袁登九   |          |                  |      |

### 第二行政督察區（9縣）
| 選區   | 名額 | 當選名單     | 候補名單 | 遞補人及遞補時間 | 備註 |
| ------ | ---- | ------------ | -------- | ---------------- | ---- |
| 南平縣 | 1    | 游子貞       |          |                  |      |
| 尤溪縣 | 1    | 盧興榮       |          |                  |      |
| 沙縣   | 1    | 胡嘉會       |          |                  |      |
| 順昌縣 | 1    | 祖衡         |          |                  |      |
| 將樂縣 | 1    | 湯永年       |          |                  |      |
| 建寧縣 | 1    | 余遇時(退讓) | 范克洪   | 范克洪(青年黨)   |      |
| 泰寧縣 | 1    | 嚴正         |          |                  |      |
| 古田縣 | 1    | 錢玉光       | 魏耿     | 魏耿             |      |
| 屏南縣 | 1    | 宋煥樞       |          |                  |      |

### 第三行政督察區（9縣）
| 選區   | 名額 | 當選名單 | 候補名單 | 遞補人及遞補時間         | 備註 |
| ------ | ---- | -------- | -------- | ------------------------ | ---- |
| 建陽縣 | 1    | 陈拱北   | 馮兆峻   | 馮兆峻(民國51年11月27日) |      |
| 建甌縣 | 1    | 葛越溪   | 謝伯掄   | 謝伯掄(民國42年12月31日) |      |
| 浦城縣 | 1    | 章復心   |          |                          |      |
| 邵武縣 | 1    | 熊哲身   | 寧安息   | 寧安息(民國41年5月9日)   |      |
| 崇安縣 | 1    | 萬壽康   |          |                          |      |
| 松溪縣 | 1    | 陳保真   |          |                          |      |
| 政和縣 | 1    | 周望震   |          |                          |      |
| 水吉縣 | 1    | 李午亭   |          |                          |      |
| 光澤縣 | 1    | 裘朝永   | 萬繼勳   | 萬繼勳(民國63年6月14日)  |      |

### 第四行政督察區（9縣）
| 選區   | 名額 | 當選名單 | 候補名單       | 遞補人及遞補時間                                 | 備註 |
| ------ | ---- | -------- | -------------- | ------------------------------------------------ | ---- |
| 晉江縣 | 1    | 楊文照   | 林夢飛、蔡鼎常 | 蔡鼎常(民國43年3月12日)                          |      |
| 莆田縣 | 1    | 蘇師穎   | 鄭仲武、李序中 | 鄭仲武(民國42年11月11日) 李序中(民國46年5月15日) |      |
| 仙遊縣 | 1    | 林秉周   |                |                                                  |      |
| 南安縣 | 1    | 陳聯芬   |                |                                                  |      |
| 同安縣 | 1    | 陳式銳   |                |                                                  |      |
| 永春縣 | 1    | 宋淵源   | 林庶明、劉澄清 | 林庶明(民國50年10月9日) 劉澄清                   |      |
| 惠安縣 | 1    | 劉錫榮   | 陳巽、汪波     | 汪波(民國41年7月24日)                            |      |
| 安溪縣 | 1    | 王兆畿   |                |                                                  |      |
| 金門縣 | 1    | 王觀漁   | 許崇凱         | 許崇凱(民國72年12月6日)                          |      |

### 第五行政督察區（10縣）
| 選區   | 名額 | 當選名單 | 候補名單               | 遞補人及遞補時間               | 備註                         |
| ------ | ---- | -------- | ---------------------- | ------------------------------ | ---------------------------- |
| 龍溪縣 | 1    | 楊逢年   | 林有壬                 | 林有壬                         |                              |
| 雲霄縣 | 1    | 吳錦堂   | 方志賢                 | 方志賢                         |                              |
| 漳浦縣 | 1    | 陳志謨   | 蔡雲程                 | 蔡雲程(青年黨)                 | 陳志謨去台後於教育會西區遞補 |
| 詔安縣 | 1    | 沈淮三   | 陳鶴楨、張式玉         | 陳鶴楨 張式玉(民國70年8月12日) |                              |
| 海澄縣 | 1    | 黃天爵   | 郭薰風                 | 郭薰風(民國71年10月5日)        |                              |
| 長泰縣 | 1    | 陳林榮   | 葉愚青、王鄭琳、楊育元 | 楊育元(民國62年2月12日)        |                              |
| 東山縣 | 1    | 林兆鹤   | 陳雯登                 | 陳雯登                         |                              |
| 南靖縣 | 1    | 劉瑩璋   |                        |                                |                              |
| 平和縣 | 1    | 盧祖澤   | 朱燧藩                 | 朱燧藩(民社黨)                 | 盧祖澤去台後於教育會西區遞補 |
| 華安縣 | 1    | 黃雨定   | 鄒文謙                 | 鄒文謙(民國42年12月4日)        |                              |

### 第六行政督察區（8縣）
| 選區   | 名額 | 當選名單   | 候補名單 | 遞補人及遞補時間        | 備註 |
| ------ | ---- | ---------- | -------- | ----------------------- | ---- |
| 永安縣 | 1    | 黃曾樾     |          |                         |      |
| 大田縣 | 1    | 鄭佐國     |          |                         |      |
| 德化縣 | 1    | 蘇友仁     | 黃其祿   | 黃其祿(民國70年5月11日) |      |
| 三元縣 | 1    | 羅東林     |          |                         |      |
| 寧化縣 | 1    | 張樹庭     |          |                         |      |
| 清流縣 | 1    | 江瑞聲     |          |                         |      |
| 寧洋縣 | 1    | 賴家獻     |          |                         |      |
| 明溪縣 | 1    | 黃謨(退讓) | 葉大增   | 葉大增(民社黨)          |      |

### 第七行政督察區（7縣）
| 選區   | 名額 | 當選名單 | 候補名單       | 遞補人及遞補時間         | 備註 |
| ------ | ---- | -------- | -------------- | ------------------------ | ---- |
| 龍巖縣 | 1    | 陳松庵   | 羅鳳岐、張文成 | 張文成(民國47年12月13日) |      |
| 永定縣 | 1    | 賴文清   |                |                          |      |
| 長汀縣 | 1    | 盧新銘   | 戴仲玉         | 戴仲玉                   |      |
| 上杭縣 | 1    | 林志光   | 郭步文         | 郭步文                   |      |
| 武平縣 | 1    | 锺國珍   |                |                          |      |
| 漳平縣 | 1    | 劉子明   | 陳祖康         | 陳祖康                   |      |
| 連城縣 | 1    | 黃際蛟   |                |                          |      |